# Estiu

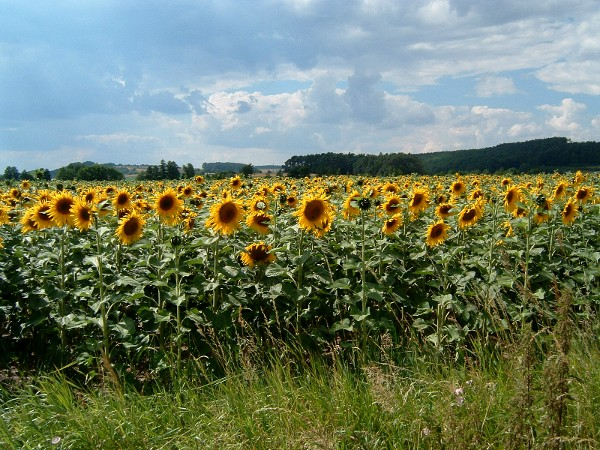
Camp de gira-sols en un paisatge estiuenc.

L'estiu és la més càlida de les quatre estacions de les zones temperades. Astronòmicament, comença amb el solstici d'estiu (al voltant del 21 de juny a l'hemisferi nord i el 21 de desembre a l'hemisferi sud), i acaba amb l'equinocci de tardor (al voltant del 21 de setembre a l'hemisferi nord i el 21 de març a l'hemisferi sud). No obstant això, de vegades és considerat com els mesos sencers de juny, juliol i agost a l'hemisferi nord i desembre, gener i febrer a l'hemisferi sud.
Dins l'estiu es parla sovint de la "canícula", que és un període de quatre a sis setmanes, que comprèn part del mes de juliol i gairebé tot l'agost, i durant el qual sol fer molta calor.

## Etimologia
Provè del llatí aestivum (tempus) ‘(temps) estiuenc’, deriva de aestas, -ātis ‘estiu’.

## Càlcul

Gràfic de l'òrbita de la Terra

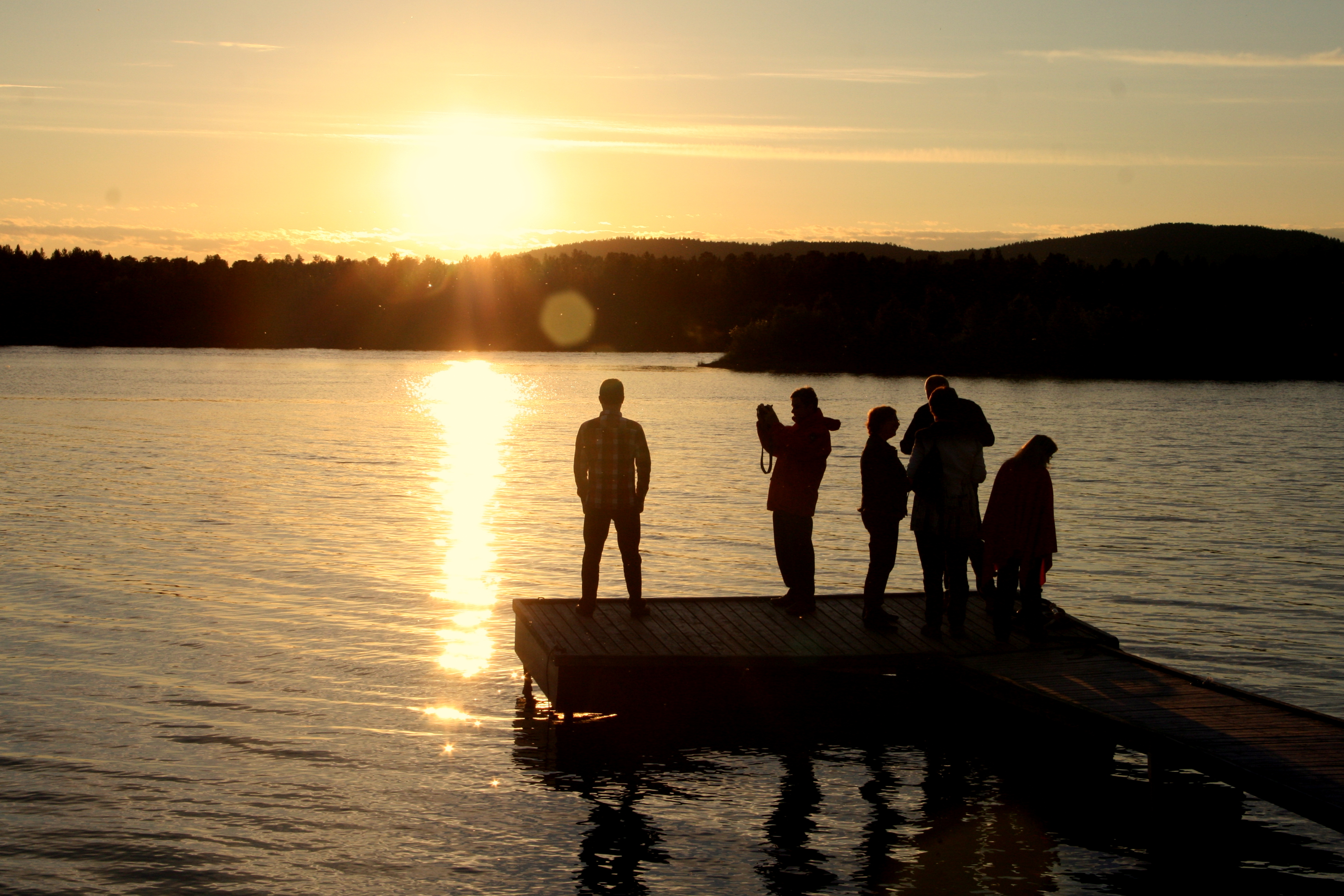
En ple estiu, el sol pot aparèixer fins i tot a mitjanit a l'hemisferi nord. Foto del sol de mitjanit a Inari, Finlàndia.

Des d'una visió astronòmica, els equinoccis i els solsticis estarien al mig de les estacions respectives, però de vegades l'estiu astronòmic es defineix com el que comença al solstici, el moment de màxima insolació, sovint identificat amb el 21 de juny o el 21 de desembre. Segons el càlcul solar, l'estiu comença el primer de maig i el solstici d'estiu és entre el 20 i el 22 de juny. Un retard estacional variable significa que el centre meteorològic de la temporada, que es basa en patrons de temperatura mitjana, es produeix diverses setmanes després del moment de màxima insolació.
La convenció meteorològica defineix l'estiu com els mesos de juny, juliol i agost a l'hemisferi nord i els mesos de desembre, gener i febrer a l'hemisferi sud. Segons les definicions meteorològiques, totes les estacions s'estableixen arbitràriament per començar al començament d'un mes natural i acabar al final d'un mes. Aquesta definició meteorològica d'estiu també s'alinea amb la noció comunament vista d'estiu com l'estació amb els dies més llargs (i més càlids) de l'any, en què predomina la llum del dia.
El càlcul meteorològic de les estacions s'utilitza a països com Austràlia, Nova Zelanda, Àustria, Dinamarca, Rússia i Japó. També és utilitzat per moltes persones al Regne Unit i al Canadà. A Irlanda, els mesos d'estiu segons el servei meteorològic nacional, Met Éireann, són juny, juliol i agost.

## Característiques
Hi ha un augment fort de la temperatura, a causa de la inclinació de l'eix de rotació de la Terra respecte al pla de l'eclíptica, que fa que a les zones on és estiu els raigs del Sol incideixin més perpendiculars i durant més temps al llarg del dia, ja que també augmenta la durada del dia respecte a la nit. Paradoxalment a l'hemisferi nord la distància respecte al Sol és major durant els mesos d'estiu que a l'hivern.
Als climes mediterranis, també s'associa amb el temps sec, mentre que en altres llocs (sobretot a l'Àsia oriental a causa del monsó) s'associa amb el temps plujós. L'estació humida és el període principal de creixement de la vegetació dins del règim del clima de sabana. Quan l'estació humida s'associa amb un canvi estacional dels vents dominants, es coneix com a monsó.

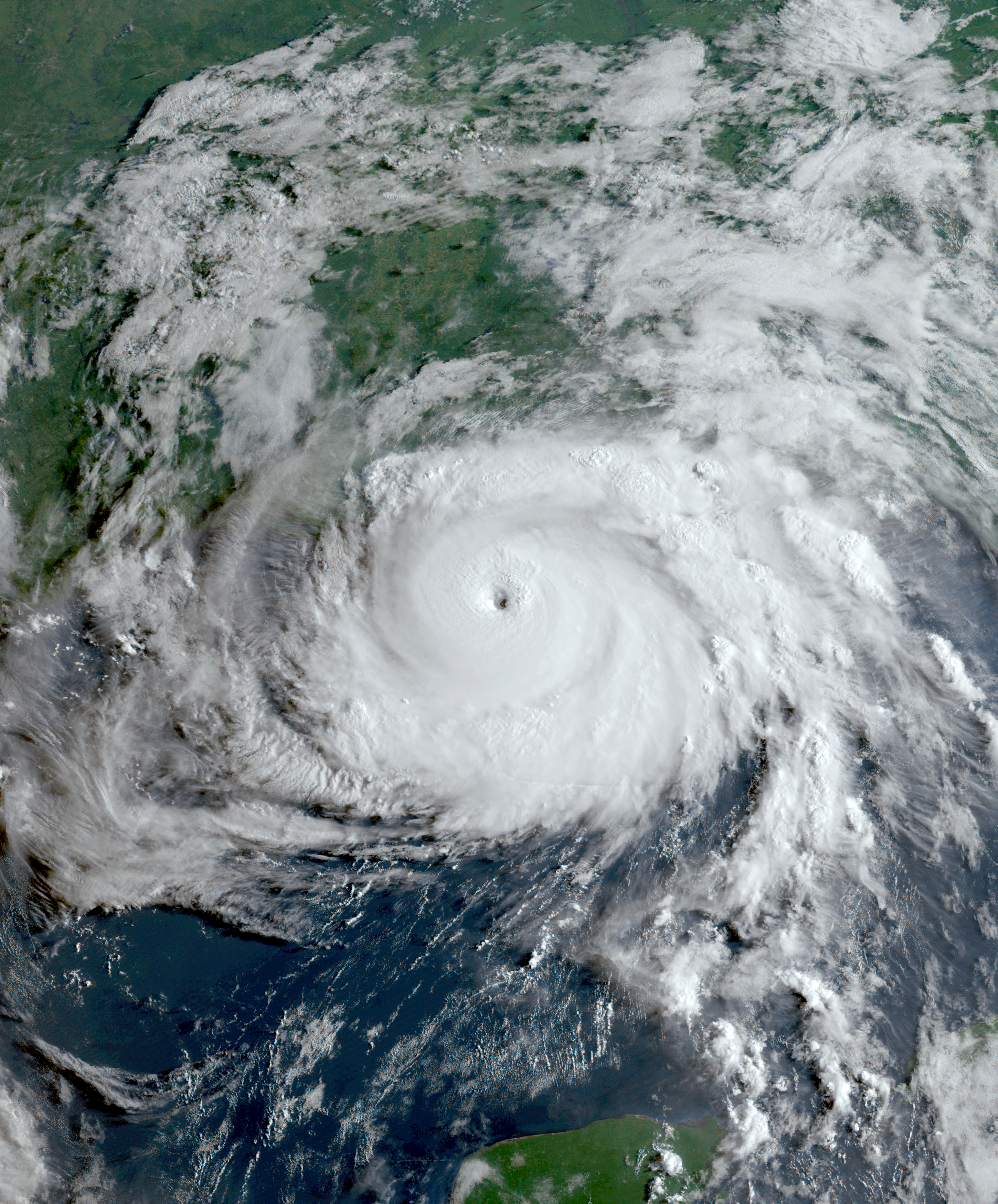
Imatge de l'huracà Ida de finals d'agost de 2021.

Al nord de l'Oceà Atlàntic, es produeix una temporada de ciclons tropicals diferent de l'1 de juny al 30 de novembre. El pic estadístic de la temporada d'huracans a l'Atlàntic és el 10 de setembre. L'oceà Pacífic nord-oriental té un període d'activitat més ampli, però en un període similar al de l'Atlàntic. A l'hemisferi sud, la temporada de ciclons tropicals comença des del principi. de novembre fins a finals d'abril amb pics a mitjans de febrer a principis de març.
A la natura, es produeix la fructificació de la majoria de plantes, per això és important per a l'agricultura.

## Simbolisme
En molts països es produeix el període de vacances, tant pel que fa a l'escola com a la majoria de feines. Per això s'associa a una època de diversió i de relaxament, oposat a la rutina de la resta de l'any. Nombrosos llibres s'ocupen de l'estació com un temps de descobertes, de canvi. En la teoria dels quatre humors, li correspon la bilis.

## Arts
L'estiu ha inspirat i encara inspira a molts artistes (escriptors, músics, pintors) com ara:
- L’estiu és una de les quatre estacions de Vivaldi (1725).
- L’estiu és un quadre de Giuseppe Arcimboldo del que hi ha diverses versions.
- L’estiu o la verema és un quadre de Jean-Baptiste Oudry (1749).
- El somni d'una nit d'estiu es una obra de teatre de William Shakespeare.[15][16]
- L'estiu és un assaig d’Albert Camus (1954).
- L'estiu és una obra de teatre de Romain Weingarten (1966).
- Saladrigas, Robert. Entre Juliol I Setembre.  Ediciones Destino, 1990-09. ISBN 978-84-233-1887-2. (1967)
- Jansson, Tove. El llibre de l'estiu. Traducció: Montserrat Vallvé Viladoms.  Angle Editorial, Maig 2021 (Narratives, 132). ISBN 978-84-18197-76-5.[17] (1972)
- Hustvedt, Siri. L´estiu sense homes. Traducció: Ferran Ràfols Gesa.  Editorial Empúries (ANAGRAMA/EMPURIES). ISBN 978-84-9787-743-5.(2011)

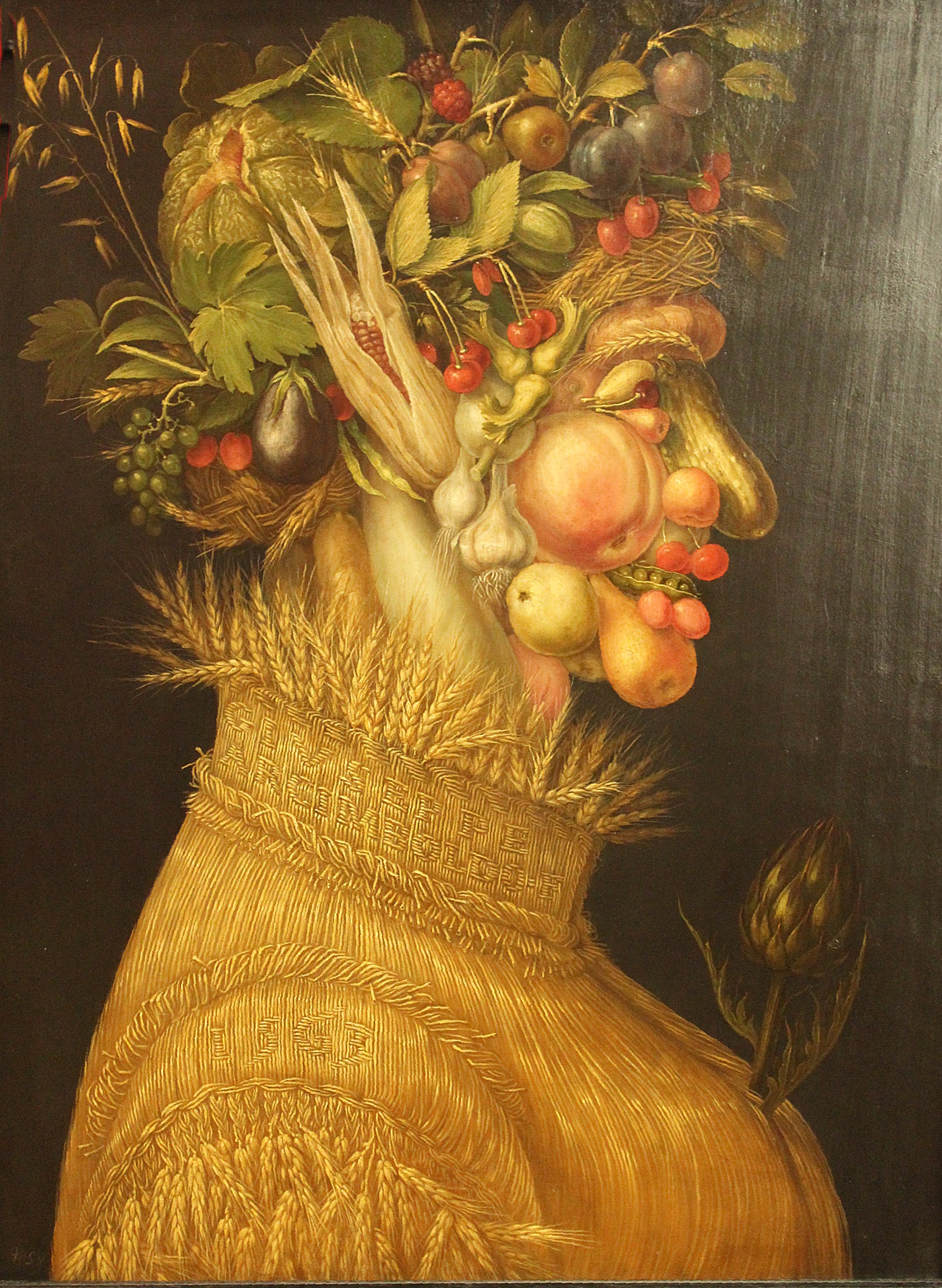
L’Estiu de Giuseppe Arcimboldo, 1563.
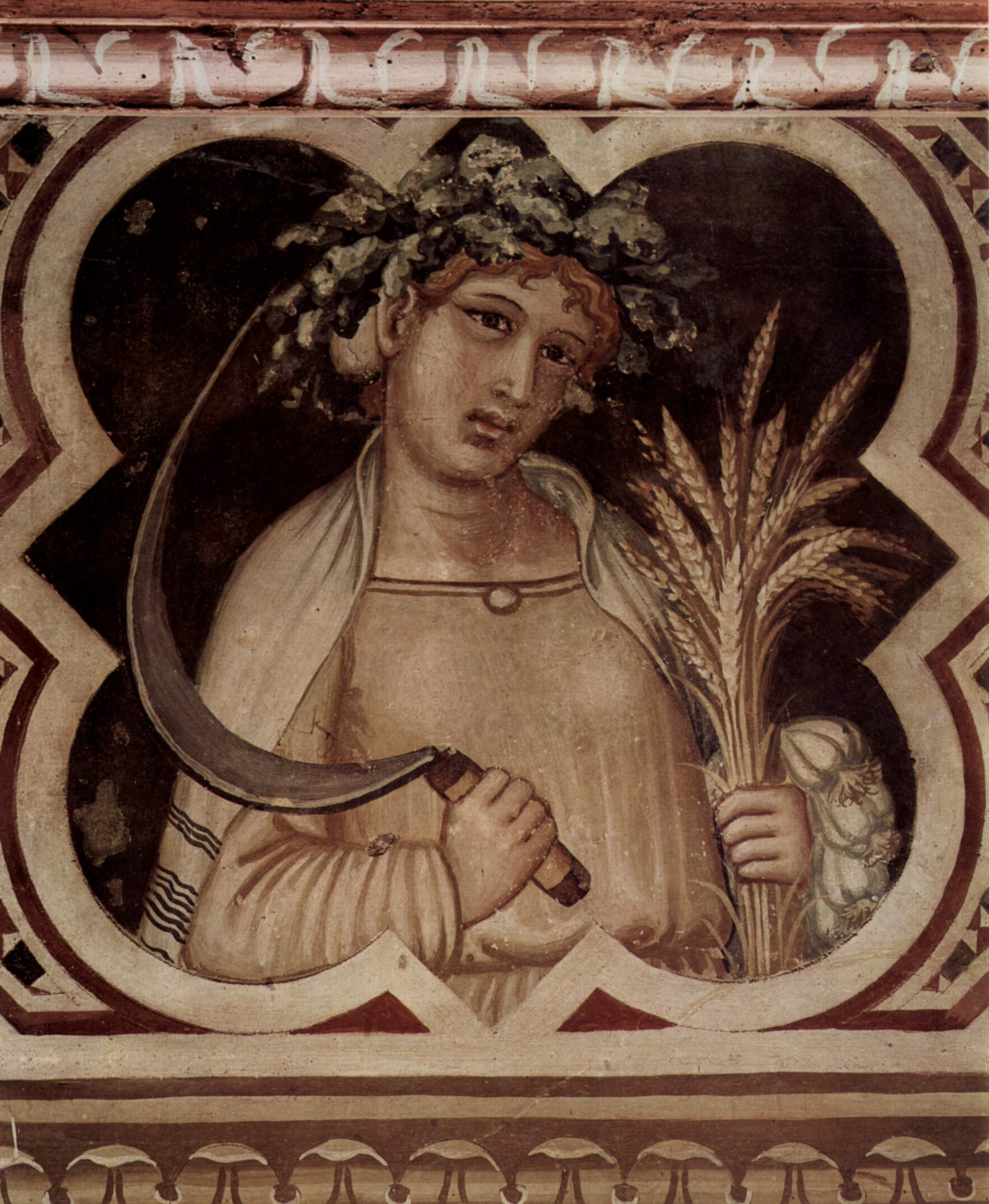
Estiu, d'Ambrogio Lorenzetti.
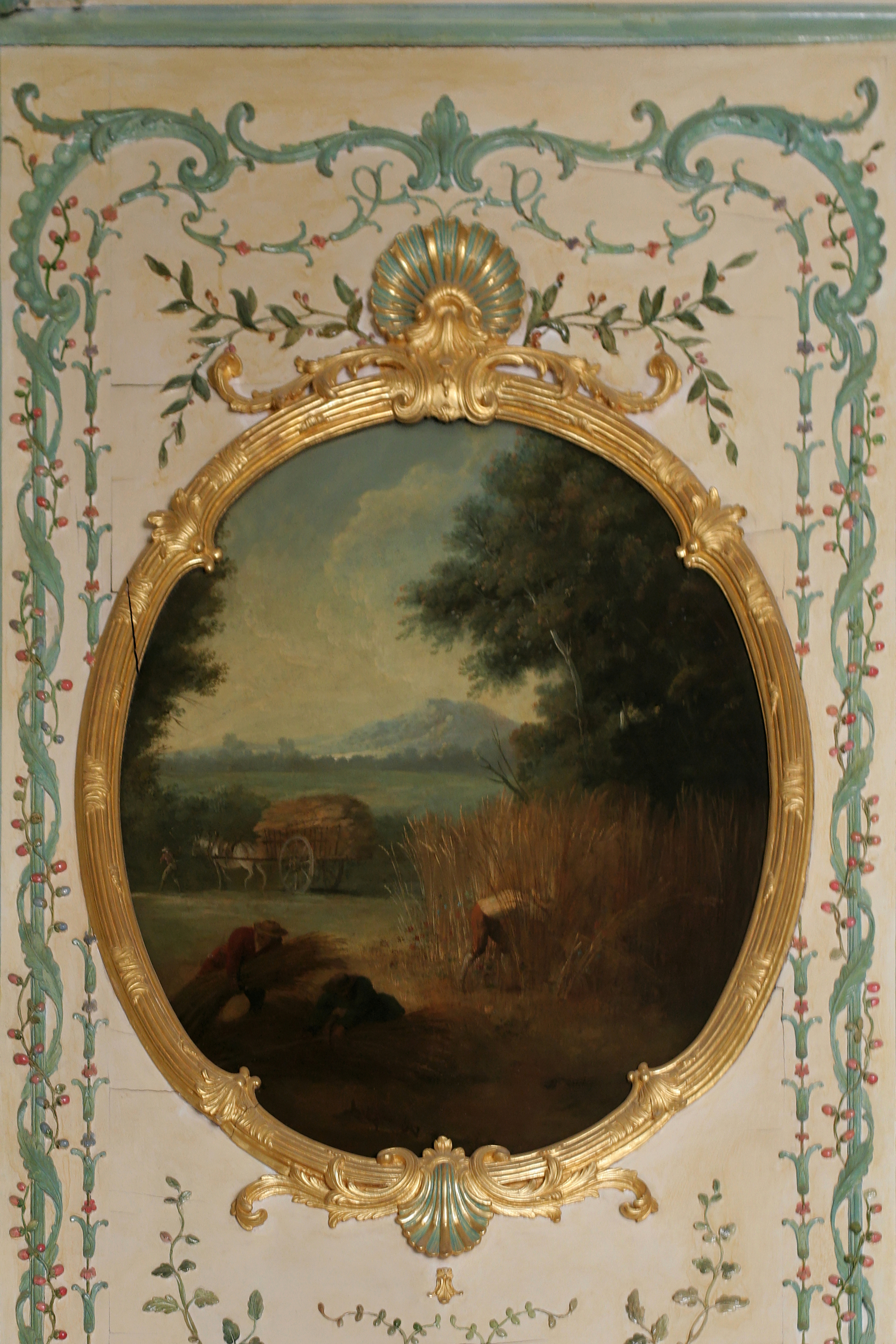
L'estiu o la verema, de Jean-Baptiste Oudry, 1749.

### Cinema
- 1953. L'estiu amb Monika. (Sommaren med Monika). Ingmar Bergman.[18]
- 1955 Somriures d'una nit d'estiu. (Sommarnattens leende). Ingmar Bergman.[19]
- 1959. De sobte, l'últim estiu. (Suddenly, Last Summer). Joseph L. Mankiewicz.[20]
- 1971. Estiu del 42. (Summer of '42). Robert Mulligan[21]
- 1996. Conte d'estiu. (Conte d'été). Éric Rohmer.[22][23]
- 2014. El nostre últim estiu a Escòcia. (What we did on our holiday). Andy Hamilton[24]
- 2017. Estiu 1993. Carla Simón[25]

## Cultura popular
- Centrats en l’estiu hi ha una munió de refranys catalans.[26] (Vegeu Viquidites).

L’estiu és ric en refranys i frases fetes que descriuen característiques meteorològiques i de l’observació de la natura, com poden ser: A l’estiu tota cuca viu; Una flor no fa estiu, ni dues primavera.
Amb el solstici d’estiu, se celebra la nit de Sant Joan, una festa d’orígens pagans amb el foc com a protagonista, amb la creença que les fogueres tenen virtuts de caràcter remeier, purificador i fertilitzador.

## Gastronomia d’estiu
A cada temporada de l’any, en els Països Catalans -en particular- i en les terres mediterrànies -en general- hi ha uns costums gastronòmics que poden ser recordats. Pel que fa a l’estiu s'exposen a continuació.

### Productes
Un aspecte indispensable és el de las matèries primeres. Sense productes no hi pot haver gastronomia.

#### Fruites i verdures
Albercocs, nabius, figues i cireres. Llimones, cireres, mangos i groselles. Pomes, plàtans, préssecs i nespres. Nectarines, paraguaià, melons i síndries. Prunes, maduixes, gerds i peres. Kiwis, pinyes i raïm. Cebes, mongetes tendres, naps, carbassons, carbasses. Tomates, pastanagues, raves, remolatxes, cogombres i pebrots. Porros, bledes, albergínies, créixens, i patates.

#### Carns, peixos i mariscs
- juny: bonítol, orada, calamar, lluç, nécora
- juliol: palaia bruixa, sarg, pop, gamba, musclo
- agost: sardina, llenguado, llobarro, ...[31]

### Plats i costums culinaris
- Gaspatxo i sopes fredes de porro, pastanaga, carbassa i altres.
- Escalivada,
- Esqueixada
- Empedrat
- Amanides variades[32]

### Begudes
A més de les begudes més tradicionals (aigua, vi i cervesa) a l’estiu es cosumeixen tota mena de begudes fredes (sangria, llimonada, gasosa, sifó, ...).

## Treballs d’agricultura
Alguns treballs d’agricultura (arrabassar, llaurar, sembrar, regar, segar, batre,...) es fan en èpoques determinades. Als Països Catalans, per exemple, les avellanes i les ametlles es cullen a l’estiu.

### Autors clàssics
- c 160 aC.  De agricultura (Sobre l'agricultura). Cató el Vell.[34][35]
  - Al capítol 56 parla de les racions de menjar dels treballadors del camp. Fent diferència entre hivern i estiu.[36]

- 37 aC. De Re Rustica Libri III. Marc Terenci Varró.[37]
  - Parlava de la protecció que oferien els refugis coberts a l'estiu.[38]

- c 40 dC. De Re Rustica.  Columel·la.[39][40]
  - Recomanava fer formatge fresc per als treballadors de la granja, a l’estiu.[41]

- c 355. Opus agriculturae.  Pal·ladi.[42][43]
  - El darrer llibre és un poema sobre els empelts en versos elegíacs.[44][45]
    - Parla de treballs a fer en els mesos d’estiu.[46]